# 邗江区
邗江区是中国江苏省扬州市的一个市辖区。命名得自吳王夫差始掘的邗溝（隋煬帝大業中貫通的隋唐大運河之南段）。區人民政府駐邗上街道邗江中路338號。区域总面积为640.91平方公里。
邗江因吳王夫差開邗溝、築邗城而得名，已有2500多年曆史。邗江是古揚州的發祥地，“邗”字古語意為“水邊的古邑”，素有“淮左名都”、“竹西佳處”之譽。

## 地理
扬州市邗江区位于江苏省中部，长江与运河交汇处。

## 行政区划
邗江区下辖12个街道办事处、9个镇、1个乡：
邗上街道、蒋王街道、汊河街道、双桥街道、梅岭街道、甘泉街道、新盛街道、竹西街道、扬子津街道、文汇街道、瘦西湖街道、城北街道、公道镇、方巷镇、槐泗镇、瓜洲镇、杨寿镇、杨庙镇、西湖街道、施桥镇、八里镇、平山乡、扬州高新技术产业开发区和维扬经济开发区。

## 人口
根據全國第七次全国人口普查顯示，截至2020年11月1日零時，邗江區常住人口為726906人，佔揚州市的15.94% 。

## 经济

### 农业
出产优质大米、蔬菜、水禽、银杏、花木、奶牛、茶叶、银杏、樱桔叶、特种水产、金鱼、羽绒、等一批农副产品。

### 工业
机电装备、车船重工、旅游日化、服装服饰四大主导产业

## 交通
交通便利。溧海高速公路、宁通一級公路、貫通四公里江面（含江心島）的潤揚長江公路大橋（有貨物輪渡）等一大批重大交通工程都在其境内。